# City of Warrnambool

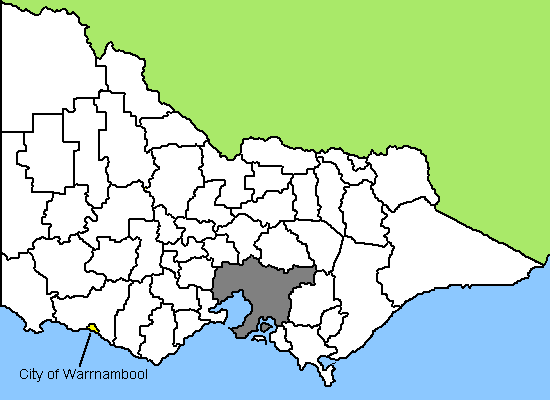
City of Warrnambool (na żółto) na mapie stanu Wiktoria

City of Warrnambool – obszar samorządu lokalnego (ang. local government area) położony w południowej części australijskiego stanu Wiktoria. W wyniku reformy samorządowej z roku 1994 do City of Warrnambool została przyłączona część powierzchni Hrabstwa Moyne.
Powierzchnia samorządu wynosi 120 km² i liczy 33374 mieszkańców (2009). Ośrodkiem administracyjnym jest miasto Warrnambool.
Przed reformom samorządową z 1994 roku City of Warrnambool dzieliło się na cztery okręgi: Albert, Hopkins, Merri i Victoria. Po reformacji samorząd został podzielony na siedem okręgów:
- Botanic,
- Cassady,
- Levy,
- Pertobe,
- Proudfoot,
- Sherwood,
- Wollaston.

Nowe okręgi istniały w latach 1996–2004. Ostatecznie w wyniku przeprowadzonego referendum wśród mieszkańców zapadła decyzja o likwidacji okręgów, jednocześnie zachowano siedmioosobowa radę samorządu.
W celu identyfikacji samorządu Australian Bureau of Statistics wprowadziło czterocyfrowy kod dla City of Warrnambool – 6730.